# Дискография Red Hot Chili Peppers
Дискография американской рок-группы Red Hot Chili Peppers.

## Альбомы

### Студийные альбомы
| Год  | Детали                                                                  | Максимальная позиция | Максимальная позиция | Максимальная позиция | Максимальная позиция | Максимальная позиция | Максимальная позиция | Максимальная позиция | Максимальная позиция | Максимальная позиция | Максимальная позиция | Максимальная позиция | Максимальная позиция | Максимальная позиция | Максимальная позиция | Максимальная позиция | Максимальная позиция | Максимальная позиция | Максимальная позиция | Максимальная позиция | Максимальная позиция | Максимальная позиция | Максимальная позиция | Сертификат |
| Год  | Детали                                                                  | АВС                  | АВТ                  | БЕЛ                  | ВЕЛ                  | ВЕН                  | ГЕР                  | ДАН                  | ЕВР                  | ИРЯ                  | ИСП                  | ИТА                  | КАН                  | НИД                  | НОЗ                  | НОР                  | ПОЛ                  | США                  | ФИН                  | ФРА                  | ШВА                  | ШВЕ                  | ЯПО                  | Сертификат |
| ---- | ----------------------------------------------------------------------- | -------------------- | -------------------- | -------------------- | -------------------- | -------------------- | -------------------- | -------------------- | -------------------- | -------------------- | -------------------- | -------------------- | -------------------- | -------------------- | -------------------- | -------------------- | -------------------- | -------------------- | -------------------- | -------------------- | -------------------- | -------------------- | -------------------- | --- |
| 1984 | The Red Hot Chili Peppers Детали - Релиз: 10 августа - Лейбл: EMI       | —                    | —                    | —                    | —                    | —                    | —                    | —                    | —                    | —                    | —                    | —                    | —                    | —                    | —                    | —                    | —                    | 201                  | —                    | —                    | —                    | —                    | —                    | |
| 1985 | Freaky Styley Детали - Релиз: 16 августа - Лейбл: EMI                   | —                    | —                    | —                    | —                    | —                    | —                    | —                    | —                    | —                    | —                    | —                    | —                    | —                    | —                    | —                    | —                    | —                    | —                    | —                    | —                    | —                    | —                    | Список - : Серебряный |
| 1987 | The Uplift Mofo Party Plan Детали - Релиз: 29 сентября - Лейбл: EMI     | —                    | —                    | —                    | —                    | —                    | —                    | —                    | —                    | —                    | —                    | —                    | —                    | —                    | —                    | —                    | —                    | 148                  | —                    | —                    | —                    | —                    | —                    | Список - : Золотой |
| 1989 | Mother’s Milk Детали - Релиз: 16 августа - Лейбл: EMI                   | 33                   | —                    | —                    | —                    | —                    | —                    | —                    | —                    | —                    | —                    | —                    | —                    | 69                   | 47                   | —                    | —                    | 52                   | 27                   | —                    | —                    | —                    | —                    | Список - : Серебряный - : Золотой - : Платиновый |
| 1991 | Blood Sugar Sex Magik Детали - Релиз: 24 сентября - Лейбл: Warner Bros. | 1                    | 17                   | —                    | 25                   | 27                   | 12                   | —                    | 45                   |                      |                      | 25                   | 1                    | 2                    | 1                    | 5                    | —                    | 3                    | 14                   | 33                   | 10                   | 26                   | 77                   | Список - : 5×Платиновый - : Золотой - : Платиновый - : 3×Платиновый - : 4×Платиновый - : 7×Платиновый - : Платиновый |
| 1995 | One Hot Minute Детали - Релиз: 12 сентября - Лейбл: Warner Bros.        | 1                    | 4                    | 5/3                  | 2                    | 39                   | 3                    |                      | 1                    |                      |                      | 11                   | 6                    | 5                    | 1                    | 2                    | —                    | 4                    | 1                    | 3                    | 2                    | 1                    | 7                    | Список - : Золотой - : Золотой - : Золотой - : Платиновый - : Платиновый - : 2×Платиновый - : Платиновый |
| 1999 | Californication Детали - Релиз: 8 июня - Лейбл: Warner Bros.            | 1                    | 2                    | 6/13                 | 5                    | 14                   | 2                    |                      |                      | 4                    |                      | 1                    | 4                    | 2                    | 1                    | 1                    | 26                   | 3                    | 1                    | 2                    | 3                    | 1                    | 9                    | Список - : 8×Платиновый - : 2×Платиновый - : 3×Платиновый - : 2×Платиновый - : 4×Платиновый - : 5×Золотой - : 4×Платиновый - : 6×Платиновый - : 5×Платиновый - : Золотой - : 2×Платиновый - : Платиновый - : 2×Платиновый   |
| 2002 | By the Way Детали - Релиз: 9 июля - Лейбл: Warner Bros.                 | 1                    | 1                    | 1/2                  | 1                    | 2                    | 1                    | 1                    |                      | 1                    |                      | 1                    | 1                    | 1                    | 1                    | 1                    | 1                    | 2                    | 1                    | 2                    | 1                    | 1                    | 4                    | Список - : 4×Платиновый - : Платиновый - : Платиновый - : 2×Платиновый - : 6×Платиновый - : Платиновый - : 2×Платиновый - : 2×Платиновый - : 5×Золотой - : 2×Платиновый - : 2×Платиновый - : Платиновый - : Платиновый      |
| 2006 | Stadium Arcadium Детали - Релиз: 9 мая - Лейбл: Warner Bros.            | 1                    | 1                    | 1/2                  | 1                    | 2                    | 1                    | 1                    | —                    | 1                    | 2                    | 1                    | 1                    | 1                    | 1                    | 1                    | 1                    | 1                    | 1                    | 1                    | 1                    | 1                    | 1                    | Список - : Платиновый - : Платиновый - : Платиновый - : 2×Платиновый - : Платиновый - : Платиновый - : 4×Платиновый - : 2×Платиновый - : 2×Платиновый - : Платиновый - : 2×Платиновый - : 2×Золотой - : Золотой - : Золотой |
| 2011 | I’m with You Детали - Релиз: 29 августа - Лейбл: Warner Bros.           | 2                    | 2                    | 3/2                  | 1                    | 1                    | 1                    | 1                    | —                    | 1                    | 1                    | 1                    | 2                    | 1                    | 1                    | 4                    | 1                    | 2                    | 1                    | 2                    | 1                    | 1                    | 2                    | Список - : Золотой - : Золотой - : Платиновый - : Золотой - : Золотой - : Платиновый - : Платиновый - : Золотой - : Золотой                                                                                                 |
| 2016 | The Getaway Детали - Релиз: 17 июня - Лейбл: Warner Bros.               | 1                    | 1                    | 1/1                  | 2                    | 1                    | 2                    | 6                    | —                    | 1                    | 3                    | 1                    | 2                    | 1                    | 1                    | 4                    | —                    | 2                    | 2                    | 3                    | 1                    | 4                    | 4                    | |

## Концертные альбомы
| Год  | Детали                                                   | Максимальная позиция | Максимальная позиция | Максимальная позиция | Максимальная позиция | Максимальная позиция | Максимальная позиция | Максимальная позиция | Максимальная позиция | Максимальная позиция | Максимальная позиция | Максимальная позиция | Максимальная позиция | Максимальная позиция | Максимальная позиция | Максимальная позиция | Максимальная позиция | Максимальная позиция | Максимальная позиция | Максимальная позиция | Максимальная позиция | Максимальная позиция | Сертификат                                                |
| Год  | Детали                                                   | АВС                  | АВТ                  | БЕЛ                  | ВЕЛ                  | ВЕН                  | ГЕР                  | ЕВР                  | ИРЯ                  | ИСП                  | ИТА                  | КАН                  | НИД                  | НОЗ                  | НОР                  | ПОР                  | США                  | ФИН                  | ФРА                  | ШВА                  | ШВЕ                  | ЯПО                  | Сертификат                                                |
| ---- | -------------------------------------------------------- | -------------------- | -------------------- | -------------------- | -------------------- | -------------------- | -------------------- | -------------------- | -------------------- | -------------------- | -------------------- | -------------------- | -------------------- | -------------------- | -------------------- | -------------------- | -------------------- | -------------------- | -------------------- | -------------------- | -------------------- | -------------------- | --------------------------------------------------------- |
| 2004 | Live in Hyde Park Детали - Релиз: 3 августа - Лейбл: DGC | 5                    | 1                    | 1/3                  | 1                    | 39                   | 8                    | 1                    | 5                    | 13                   | 3                    | —                    | 4                    | 13                   | 19                   | 11                   | —                    | 13                   | 5                    | 1                    | 22                   | —                    | Список - : Платиновый - : Золотой - : Золотой - : Золотой |

## Сборники
| Год  | Детали                                                                                           | Максимальная позиция | Максимальная позиция | Максимальная позиция | Максимальная позиция | Максимальная позиция | Максимальная позиция | Максимальная позиция | Максимальная позиция | Максимальная позиция | Максимальная позиция | Максимальная позиция | Максимальная позиция | Максимальная позиция | Максимальная позиция | Максимальная позиция | Максимальная позиция | Максимальная позиция | Максимальная позиция | Максимальная позиция | Максимальная позиция | Сертификат |
| Год  | Детали                                                                                           | АВС                  | АВТ                  | БЕЛ                  | ВЕЛ                  | ГЕР                  | ЕВР                  | ИРЯ                  | ИСП                  | ИТА                  | КАН                  | НИД                  | НОЗ                  | НОР                  | ПОР                  | США                  | ФИН                  | ФРА                  | ШВА                  | ШВЕ                  | ЯПО                  | Сертификат |
| ---- | ------------------------------------------------------------------------------------------------ | -------------------- | -------------------- | -------------------- | -------------------- | -------------------- | -------------------- | -------------------- | -------------------- | -------------------- | -------------------- | -------------------- | -------------------- | -------------------- | -------------------- | -------------------- | -------------------- | -------------------- | -------------------- | -------------------- | -------------------- | --- |
| 1989 | Sock-Cess Детали - Лейбл: I.R.S.                                                                 | —                    | —                    | —                    | —                    | —                    | —                    | —                    | —                    | —                    | —                    | —                    | —                    | —                    | —                    | —                    | —                    | —                    | —                    | —                    | —                    | |
| 1992 | What Hits!? Детали - Лейбл: Parlophone - Формат: 2×CD                                            | 9                    | —                    | —                    | —                    | —                    | —                    | —                    | —                    | —                    | —                    | —                    | —                    | —                    | —                    | 22                   | —                    | —                    | 34                   | 42                   | —                    | Список - : Золотой - : Платиновый - : Платиновый |
| 1994 | Live Rare Remix Box Детали - Лейбл: Electronic Arts                                              | —                    | —                    | —                    | —                    | —                    | —                    | —                    | —                    | —                    | —                    | —                    | —                    | —                    | —                    | —                    | —                    | —                    | —                    | —                    | —                    | |
| 1994 | The Plasma Shaft Детали - Релиз: 8 ноября - Лейбл: Parlophone                                    | —                    | —                    | —                    | —                    | —                    | —                    | —                    | —                    | —                    | —                    | —                    | —                    | —                    | —                    | —                    | —                    | —                    | —                    | —                    | —                    | |
| 1994 | Out in L.A. Детали - Релиз: 8 ноября - Лейбл: Parlophone                                         | —                    | —                    | —                    | —                    | —                    | —                    | —                    | —                    | —                    | —                    | —                    | —                    | —                    | —                    | 82                   | —                    | —                    | —                    | —                    | —                    | |
| 1994 | The Best of Red Hot Chili Peppers Детали - Релиз: 8 ноября - Лейбл: Parlophone                   | —                    | —                    | —                    | —                    | —                    | —                    | —                    | —                    | —                    | —                    | —                    | —                    | —                    | —                    | —                    | —                    | —                    | —                    | —                    | —                    | |
| 1995 | The Originals Детали - Релиз: 8 ноября - Лейбл: Parlophone                                       | —                    | —                    | —                    | —                    | —                    | —                    | —                    | —                    | —                    | —                    | —                    | —                    | —                    | —                    | —                    | —                    | —                    | —                    | —                    | —                    | |
| 1997 | The Best of Red Hot Chili Peppers Детали - Релиз: 28 октября - Лейбл: Parlophone                 | —                    | —                    | —                    | —                    | —                    | —                    | —                    | —                    | —                    | —                    | —                    | —                    | —                    | —                    | —                    | —                    | —                    | —                    | —                    | —                    | |
| 1998 | Under the Covers: Essential Red Hot Chili Peppers Детали - Релиз: 28 октября - Лейбл: Parlophone | —                    | —                    | —                    | —                    | —                    | —                    | —                    | —                    | —                    | —                    | —                    | —                    | —                    | —                    | —                    | —                    | —                    | —                    | —                    | —                    | |
| 2003 | Greatest Hits Детали - Релиз: 28 октября - Лейбл: Parlophone                                     | 2                    | 2                    | 1/12                 | —                    | —                    | —                    | —                    | —                    | —                    | —                    | —                    | —                    | —                    | —                    | 18                   | 11                   | —                    | 2                    | 13                   | 5                    | Список - : 6×Платиновый - : Золотой - : Платиновый - : Золотой - : 4×Платиновый - : 2×Платиновый - : 2×Платиновый - : Золотой - : Золотой - : 2×Платиновый - : Золотой |

## Мини-альбомы
- 1988 — The Abbey Road E.P.

## Синглы
| Год  | Сингл                                 | Места в чартах и сертификации | Места в чартах и сертификации | Места в чартах и сертификации | Места в чартах и сертификации | Места в чартах и сертификации | Места в чартах и сертификации | Места в чартах и сертификации | Места в чартах и сертификации | Места в чартах и сертификации | Места в чартах и сертификации | Места в чартах и сертификации       | Альбом                              |
| Год  | Сингл                                 | US                            | GB                            | AU                            | NZ                            | CA                            | NL                            | CH                            | SE                            | DE                            | AT                            | FR                                  | Альбом                              |
| Год  | Сингл                                 | FI                            | NO                            | IR                            | HU                            | BEFR                          | BENL                          | IT                            | DK                            | ES                            | JP                            | FR                                  | Альбом                              |
| ---- | ------------------------------------- | ----------------------------- | ----------------------------- | ----------------------------- | ----------------------------- | ----------------------------- | ----------------------------- | ----------------------------- | ----------------------------- | ----------------------------- | ----------------------------- | ----------------------------------- | ----------------------------------- |
| 1984 | «Get Up and Jump»                     | —                             | —                             | —                             | —                             | —                             | —                             | —                             | —                             | —                             | —                             | —                                   | The Red Hot Chili Peppers           |
| 1985 | «Jungle Man»                          | —                             | —                             | —                             | —                             | —                             | —                             | —                             | —                             | —                             | —                             | —                                   | Freaky Styley                       |
| 1985 | «Hollywood (Africa)»                  | —                             | —                             | —                             | —                             | —                             | —                             | —                             | —                             | —                             | —                             | —                                   | Freaky Styley                       |
| 1987 | «Fight Like a Brave»                  | —                             | —                             | —                             | —                             | —                             | —                             | —                             | —                             | —                             | —                             | —                                   | The Uplift Mofo Party Plan          |
| 1989 | «Knock Me Down»                       | —                             | —                             | —                             | —                             | —                             | —                             | —                             | —                             | —                             | —                             | —                                   | Mother’s Milk                       |
| 1989 | «Higher Ground»                       | —                             | 54                            | 45                            | 15                            | —                             | —                             | —                             | —                             | —                             | —                             | —                                   | Mother’s Milk                       |
| 1989 | «Taste the Pain»                      | —                             | 29                            | —                             | —                             | —                             | —                             | —                             | —                             | —                             | —                             | —                                   | Mother’s Milk                       |
| 1990 | «Show Me Your Soul»                   | —                             | —                             | —                             | —                             | —                             | —                             | —                             | —                             | —                             | —                             | —                                   | Не альбомный сингл                  |
| 1991 | «Give It Away»                        | 73                            | 9                             | 41                            | 22                            | —                             | —                             | —                             | —                             | —                             | —                             | 49                                  | Blood Sugar Sex Magik               |
| 1991 | «Under the Bridge»                    | 2                             | 13                            | 1                             | 2                             | —                             | 1                             | —                             | —                             | 11                            | —                             | —                                   | Blood Sugar Sex Magik               |
| 1992 | «Suck My Kiss»                        | —                             | —                             | 8                             | 3                             | —                             | —                             | —                             | —                             | —                             | —                             | —                                   | Blood Sugar Sex Magik               |
| 1992 | «Breaking the Girl»                   | —                             | 41                            | 30                            | 12                            | —                             | —                             | —                             | —                             | —                             | —                             | —                                   | Blood Sugar Sex Magik               |
| 1992 | «Behind the Sun»                      | —                             | —                             | 37                            | 7                             | —                             | —                             | —                             | —                             | —                             | —                             | —                                   | What Hits!?                         |
| 1993 | «If You Have to Ask»                  | —                             | —                             | —                             | —                             | —                             | —                             | —                             | —                             | —                             | —                             | —                                   | Blood Sugar Sex Magik               |
| 1993 | «Soul to Squeeze»                     | 22                            | —                             | 9                             | 6                             | —                             | —                             | 32                            | 13                            | —                             | —                             | —                                   | Coneheads OST                       |
| 1995 | «Warped»                              | —                             | 31                            | 12                            | 4                             | —                             | —                             | 33                            | 24                            | 47                            | —                             | —                                   | One Hot Minute                      |
| 1995 | «Warped»                              | 3                             | 12                            | —                             | —                             | —                             | —                             | —                             | —                             | —                             | —                             | —                                   | One Hot Minute                      |
| 1995 | «My Friends»                          | —                             | 29                            | 15                            | 20                            | —                             | —                             | —                             | 50                            | 81                            | —                             | 40                                  | One Hot Minute                      |
| 1996 | «Aeroplane»                           | —                             | 11                            | 35                            | 26                            | —                             | —                             | —                             | —                             | —                             | —                             | —                                   | One Hot Minute                      |
| 1996 | «Shallow Be Thy Game»                 | —                             | —                             | —                             | —                             | —                             | —                             | —                             | —                             | —                             | —                             | —                                   | One Hot Minute                      |
| 1996 | «Coffee Shop»                         | —                             | —                             | —                             | —                             | —                             | —                             | —                             | —                             | —                             | —                             | —                                   | One Hot Minute                      |
| 1996 | «Love Rollercoaster»                  | —                             | 7                             | 19                            | 35                            | —                             | —                             | —                             | —                             | —                             | —                             | Beavis and Butt-head Do America OST | Beavis and Butt-head Do America OST |
| 1999 | «Scar Tissue»                         | 9                             | 15                            | 15                            | 3                             | 9                             | 24                            | —                             | —                             | 75                            | —                             | 66                                  | Californication                     |
| 1999 | «Scar Tissue»                         | 16                            | —                             | —                             | —                             | —                             | —                             | —                             | —                             | —                             | —                             | 66                                  | Californication                     |
| 1999 | «Around the World»                    | —                             | 35                            | 49                            | 35                            | —                             | —                             | —                             | —                             | —                             | —                             | —                                   | Californication                     |
| 2000 | «Otherside»                           | 14                            | 33                            | 31                            | 5                             | —                             | 14                            | 65                            | 19                            | 44                            | —                             | —                                   | Californication                     |
| 2000 | «Otherside»                           | —                             | —                             | —                             | —                             | —                             | —                             | 17                            | —                             | —                             | —                             | —                                   | Californication                     |
| 2000 | «Californication»                     | 69                            | 16                            | 44                            | 8                             | —                             | 9                             | —                             | 37                            | 63                            | —                             | —                                   | Californication                     |
| 2000 | «Californication»                     | —                             | —                             | —                             | —                             | —                             | —                             | 19                            | —                             | —                             | —                             | —                                   | Californication                     |
| 2000 | «Road Trippin’»                       | —                             | 30                            | —                             | 44                            | —                             | —                             | 91                            | —                             | 89                            | —                             | —                                   | Californication                     |
| 2002 | «By the Way»                          | 34                            | 2                             | 6                             | 13                            | 2                             | 9                             | 8                             | 7                             | 22                            | 7                             | 29                                  | By the Way                          |
| 2002 | «By the Way»                          | 4                             | 6                             | —                             | 8                             | 31                            | 50                            | 1                             | 6                             | —                             | —                             | 29                                  | By the Way                          |
| 2002 | «The Zephyr Song»                     | 49                            | 11                            | 21                            | 9                             | 11                            | 37                            | 100                           | —                             | 65                            | —                             | 90                                  | By the Way                          |
| 2002 | «The Zephyr Song»                     | —                             | —                             | —                             | 13                            | —                             | —                             | 20                            | —                             | —                             | —                             | 90                                  | By the Way                          |
| 2002 | «Can’t Stop»                          | 57                            | 22                            | 38                            | 40                            | —                             | 23                            | 39                            | —                             | 48                            | 65                            | 68                                  | By the Way                          |
| 2002 | «Can’t Stop»                          | —                             | —                             | 36                            |                               | —                             | —                             | —                             | —                             | —                             | 181                           | 68                                  | By the Way                          |
| 2003 | «Universally Speaking»                | —                             | 27                            | —                             | —                             | —                             | —                             | —                             | —                             | —                             | —                             | —                                   | By the Way                          |
| 2003 | «Universally Speaking»                | —                             | —                             | 42                            | —                             | —                             | —                             | —                             | —                             | —                             | —                             | —                                   | By the Way                          |
| 2003 | «Fortune Faded»                       | —                             | 11                            | 16                            | 37                            | —                             | 34                            | 59                            | 44                            | 46                            | 68                            | —                                   | Greatest Hits                       |
| 2003 | «Fortune Faded»                       | —                             | —                             | 20                            | —                             | —                             | —                             | —                             | —                             | —                             | 145                           | —                                   | Greatest Hits                       |
| 2006 | «Dani California»                     | 6                             | 2                             | 8                             | 7                             | 1                             | 8                             | 4                             | 2                             | 12                            | 7                             | 57                                  | Stadium Arcadium                    |
| 2006 | «Dani California»                     | —                             | 5                             | 7                             | 4                             | —                             | 9                             | 4                             | 1                             | 7                             | 38                            | 57                                  | Stadium Arcadium                    |
| 2006 | «Tell Me Baby»                        | 50                            | 16                            | 20                            | 16                            | —                             | 18                            | 43                            | 57                            | 37                            | 39                            | —                                   | Stadium Arcadium                    |
| 2006 | «Tell Me Baby»                        | —                             | 20                            | 12                            |                               | —                             | 44                            | —                             | 13                            | —                             | 187                           | —                                   | Stadium Arcadium                    |
| 2006 | «Snow ((Hey Oh))»                     | 22                            | 16                            | 35                            | 10                            | —                             | 5                             | 9                             | 19                            | 5                             | 5                             | —                                   | Stadium Arcadium                    |
| 2006 | «Snow ((Hey Oh))»                     | —                             | —                             | 13                            |                               | 39                            | 9                             | —                             | —                             | —                             | 47                            | —                                   | Stadium Arcadium                    |
| 2007 | «Desecration Smile»                   | —                             | 27                            | —                             | 33                            | —                             | 13                            | —                             | —                             | 67                            | —                             | —                                   | Stadium Arcadium                    |
| 2007 | «Hump de Bump»                        | —                             | 41                            | 17                            | —                             | —                             | 29                            | —                             | —                             | 83                            | —                             | —                                   | Stadium Arcadium                    |
| 2007 | «Hump de Bump»                        | —                             | —                             | —                             | 7                             | —                             | —                             | —                             | —                             | —                             | —                             | —                                   | Stadium Arcadium                    |
| 2011 | «The Adventures of Rain Dance Maggie» | 38                            | 44                            | 41                            | 30                            | 16                            | 24                            | 26                            | —                             | 20                            | 20                            | 38                                  | I’m with You                        |
| 2011 | «The Adventures of Rain Dance Maggie» | 20                            | —                             | —                             | —                             | 8                             | 14                            | —                             | —                             | 43                            | —                             | 38                                  | I’m with You                        |
| 2011 | «Monarchy of Roses»                   | —                             | —                             | —                             | —                             | —                             | —                             | —                             | —                             | —                             | —                             | —                                   | I’m with You                        |
| 2012 | «Look Around»                         | —                             | —                             | —                             | —                             | 87                            | —                             | —                             | —                             | —                             | —                             | —                                   | I’m with You                        |

## Видеоальбомы
| Год  | Детали                                                                                                 | Позиции в чартах | Позиции в чартах | Позиции в чартах | Позиции в чартах | Позиции в чартах | Позиции в чартах | Позиции в чартах | Позиции в чартах | Позиции в чартах | Позиции в чартах | Позиции в чартах | Сертификации |
| Год  | Детали                                                                                                 | АВС              | АВТ              | БЕЛ              | ВЕЛ              | ВЕН              | ГЕР              | ИТА              | НИД              | НОР              | США              | ШВЕ              | Сертификации |
| ---- | --- | ---------------- | ---------------- | ---------------- | ---------------- | ---------------- | ---------------- | ---------------- | ---------------- | ---------------- | ---------------- | ---------------- | ------------ |
| 1988 | Red Hot Skate Rock Детали - Лейбл: Vision Street Wear                                                  | —                | —                | —                | —                | —                | —                | —                | —                | —                | —                | —                |              |
| 1990 | Positive Mental Octopus Детали - Лейбл: EMI Video                                                      | —                | —                | —                | —                | —                | —                | —                | —                | —                | —                | —                |              |
| 1990 | Psychedelic Sexfunk Live from Heaven Детали - Релиз: Октябрь - Лейбл: EMI Video                        | —                | —                | —                | —                | —                | —                | —                | —                | —                | —                | —                |              |
| 1991 | Funky Monks Детали - Релиз: 25 сентября - Лейбл: Warner Reprise Video                                  | —                | —                | —                | —                | —                | —                | —                | —                | —                | —                | —                |              |
| 1992 | What Hits!? Детали - Релиз: 10 сентября - Лейбл: Peppermint Music Video - Формат: VHS, DVD, LD         | —                | —                | —                | —                | —                | —                | —                | —                | —                | —                | —                |              |
| 2001 | Off the Map Детали - Релиз: Декабрь - Лейбл: Picture Music International                               | —                | —                | —                | —                | —                | —                | —                | —                | —                | —                | 10               |              |
| 2003 | Live at Slane Castle Детали - Релиз: 13 мая - Лейбл: Picture Music International - Формат: VHS, LD     | 12               | 5                | —                | —                | —                | —                | —                | —                | —                | —                | 12               |              |
| 2003 | Greatest Hits and Videos Детали - Релиз: 20 октября - Лейбл: Picture Music International - Формат: VHS | —                | —                | —                | —                | —                | —                | —                | —                | —                | —                | —                |              |

## Видеоклипы
| Год  | Песня                                                               | Режиссёр(ы)                      |
| ---- | ------------------------------------------------------------------- | -------------------------------- |
| 1984 | «True Men Don’t Kill Coyotes»                                       | Грэм Уифлер                      |
| 1986 | «Jungle Man»                                                        | Линди Гец                        |
| 1986 | «Catholic School Girls Rule»                                        | Дик Руд                          |
| 1987 | «Fight Like a Brave»                                                | Дик Руд                          |
| 1989 | «Higher Ground»                                                     | Билл Стобо и Дрю Каролан         |
| 1989 | «Knock Me Down»                                                     | Дрю Каролан                      |
| 1990 | «Taste the Pain»                                                    | Том Стерн и Алекс Уинтер         |
| 1990 | «Show Me Your Soul»                                                 | Билл Стобо                       |
| 1991 | «Give It Away»                                                      | Стефан Седнауи                   |
| 1992 | «Under the Bridge»                                                  | Гас Ван Сент                     |
| 1992 | «Under the Bridge» (версия 2)                                       | Гас Ван Сент                     |
| 1992 | «Under the Bridge» (версия 3)                                       | Гас Ван Сент                     |
| 1992 | «Suck My Kiss»                                                      | Гевин Боуден                     |
| 1992 | «Breaking the Girl»                                                 | Стефан Седнауи                   |
| 1992 | «Behind the Sun»                                                    | Чарли Пол                        |
| 1993 | «If You Have to Ask»                                                |                                  |
| 1993 | «Soul to Squeeze»                                                   | Кевин Керслейк                   |
| 1995 | «Warped»                                                            | Gavin Bowden                     |
| 1995 | «My Friends»[XI]                                                    | Антон Корбейн                    |
| 1995 | «My Friends» (версия 2)[XI]                                         | Гевин Боуден                     |
| 1996 | «Aeroplane»                                                         | Гевин Боуден                     |
| 1996 | «Coffee Shop»                                                       | Гевин Боуден                     |
| 1996 | «Love Rollercoaster»                                                | Кевин Лофтон                     |
| 1999 | «Scar Tissue»                                                       | Стефан Седнауи                   |
| 1999 | «Around the World»                                                  | Стефан Седнауи                   |
| 2000 | «Otherside»                                                         | Джонатан Дэйтон и Валери Фарис   |
| 2000 | «Californication»                                                   | Джонатан Дэйтон и Валери Фарис   |
| 2000 | «Road Trippin'»                                                     | Джонатан Дэйтон и Валери Фарис   |
| 2002 | «By the Way»                                                        | Джонатан Дэйтон и Валери Фарис   |
| 2002 | «By the Way» (версия 2)                                             | Джонатан Дэйтон и Валери Фарис   |
| 2002 | «The Zephyr Song»                                                   | Джонатан Дэйтон и Валери Фарис   |
| 2003 | «Can’t Stop»                                                        | Марк Романек                     |
| 2003 | «Universally Speaking»[XIV]                                         | Дик Руд                          |
| 2003 | «Fortune Faded»                                                     | Лоран Брие                       |
| 2006 | «Dani California»                                                   | Тони Кей                         |
| 2006 | «Tell Me Baby»                                                      | Джонатан Дейтон и Валери Фарис   |
| 2006 | «Snow ((Hey Oh))»                                                   | Ник Уикхем                       |
| 2007 | «Charlie»                                                           | Омри Коэн                        |
| 2007 | «Desecration Smile»                                                 | Гас Ван Сент                     |
| 2007 | «Desecration Smile» (версия 2)[XVI]                                 | Гас Ван Сент                     |
| 2007 | «Hump de Bump»                                                      | Крис Рок                         |
| 2011 | «The Adventures of Rain Dance Maggie»[XVIi]                         | Марк Класфельд                   |
| 2011 | «The Adventures of Rain Dance Maggie» (версия 2 — не выпущен)[XVII] | Kreayshawn                       |
| 2011 | «Monarchy of Roses»                                                 | Марк Класфельд                   |
| 2012 | «Look Around»                                                       | Роберт Хейлс                     |
| 2012 | «Brendan’s Death Song»                                              | Марк Класфельд                   |
| 2016 | «Dark Necessities»                                                  | Оливия Уайлд                     |
| 2016 | Go Robot                                                            | Тота Ли                          |
| 2016 | Sick Love                                                           | Бет Джинс Хаутон                 |
| 2017 | Goodbye Angels                                                      | Торанна Сигурдардоттир, aka TOTA |
| 2022 | Black Summer                                                        | Дебора Чоу                       |
| 2022 | Poster Child                                                        | Жюльен и Тами                    |
| 2022 | These Are the Ways                                                  | Малия Джеймс                     |
| 2022 | Tippa My Tongue                                                     | Малия Джеймс                     |

## Бокс-сеты
- 1994 — Live Rare Remix Box